# Štula
Štula (hebrejsky שְׁתוּלָה, v oficiálním přepisu do angličtiny Shetula, přepisováno též jako Shtula) je vesnice typu mošav v Izraeli, v Severním distriktu, v Oblastní radě Ma'ale Josef.

## Geografie
Leží v nadmořské výšce 664 metrů, v hornaté oblasti v centrální části Horní Galileji, cca 20 kilometrů od břehů Středozemního moře, přímo na libanonské hranici. Podél ní se v severojižním směru východně od vesnice táhne pás vrcholků zvaných Har Ajta. Konkrétně jde o kopce Har Rahav, Har Magor a Har Amiram. Mezi posledními dvěma jmenovanými vede k západu horní tok vádí Nachal Becet. Jižně od vesnice terén prudce klesá do údolí Nachal Šarach, které je tu lemováno strmým terénním zlomem.
Obec se nachází cca 8 kilometrů severovýchodně od města Ma'alot-Taršicha, cca 122 kilometrů severovýchodně od centra Tel Avivu a cca 42 kilometrů severovýchodně od centra Haify. Štulu obývají Židé, přičemž osídlení v tomto regionu je převážně židovské. Štula tvoří společně s dalšími zemědělskými osadami Even Menachem, Zar'it a Šomera kompaktní blok osídlení. Zcela židovská je oblast západně odtud, směrem k Izraelské pobřežní planině. Pouze na jižní straně začíná území s vyšším podílem obcí, které obývají izraelští Arabové (například město Fassuta).
Štula je na dopravní síť napojena pomocí místní silnice číslo 8994.

## Dějiny
Štula byla založena v roce 1969. Zakladateli osady byla skupina židovských obyvatel z okolních, již zavedených mošavů. Cílem bylo posílit židovské osídlení v bezprostřední blízkosti libanonské hranice. Usadilo se tu i 17 rodin židovských přistěhovalců z Kurdistánu, kteří do té doby sídlili v nedaleké vesnici Elkoš. Šlo o součást Operace Sof Sof (סוף סוף), kterou inicioval tehdejší premiér Levi Eškol.
V obcí fungují zařízení předškolní péče, základní školy se využívají v okolních obcích jako je Becet nebo Šlomi. K dispozici je tu zdravotní středisko, obchod, sportovní areály, plavecký bazén, společenské centrum, synagoga a knihovna. Místní ekonomika je založena na zemědělství, službách a turistickém ruchu. Část obyvatel za prací dojíždí mimo obec. Mošav prochází stavební expanzí. Nabízí se 30 stavebních pozemků.

## Demografie
Obyvatelstvo mošavu Štula je smíšené, tedy sekulární i nábožensky orientované. Podle údajů z roku 2014 tvořili naprostou většinu obyvatel v Štule Židé (včetně statistické kategorie "ostatní", která zahrnuje nearabské obyvatele židovského původu ale bez formální příslušnosti k židovskému náboženství).
Jde o menší sídlo vesnického typu s dlouhodobě stagnující populací. K 31. prosinci 2014 zde žilo 265 lidí. Během roku 2014 populace klesla o 2,9 %.
| Rok            | 1972 | 1983 | 1995 | 2001 | 2003 | 2004 | 2005 | 2006 | 2007 | 2008 | 2009 | 2010 | 2011 | 2012 | 2013 | 2014 |
| -------------- | ---- | ---- | ---- | ---- | ---- | ---- | ---- | ---- | ---- | ---- | ---- | ---- | ---- | ---- | ---- | ---- |
| Počet obyvatel | 140  | 185  | 226  | 229  | 226  | 230  | 233  | 238  | 246  | 239  | 238  | 258  | 242  | 262  | 273  | 265  |